# Zaburzenia węchu
Zaburzenia węchu (dysosmia) – upośledzenie lub zmiana odczuwania wrażeń węchowych.
Za odczuwanie bodźców węchowych odpowiedzialne są następujące struktury (tworzące drogę węchową):
- pole węchowe – obszar o wielkości około 2,5 cm znajdujący się w błonie śluzowej przedniej części przegrody nosa.
- dwubiegunowe komórki węchowe, których jedne wypustki znajdują się w polu węchowym, natomiast drugie przechodzą przez blaszkę sitową do opuszki węchowej tworząc tzw. ‘nici węchowe’
- nici węchowe wnikają do tzw. opuszki węchowej i oplatają komórki mitralne tworząc kłębuszki węchowe odpowiadające za proces integracji informacji węchowej.
- pasmami węchowymi odchodzącymi od kłębuszków węchowych informacje kierują się do ośrodków CUN o różnym rozwoju filogenetycznym, między innymi do wzgórza, układu limbicznego oraz obszaru węchowego kory mózgowej, zlokalizowany od haka skroniowego po środkową część powierzchni płata czołowego.

Zaburzenia węchu dzielimy na ilościowe i jakościowe. Zaburzenia węchu obserwuje się często u osób dotkniętych chorobami neurodegeracyjnymi.

## Ilościowe zaburzenia węchu
- anosmia – całkowity brak zmysłu węchu
- hiposmia – osłabienie powonienia
- hiperosmia – nadwrażliwość węchowa

## Jakościowe zaburzenia węchu
- parosmia – odczuwanie nieprawdziwych zapachów

Parosmia jest zaburzeniem poczucia węchu. Występuje wtedy, gdy zapach jest odbierany, ale nieprawidłowo postrzegany (tym między innymi różni się od fantosmii, w której występują luźne halucynacje węchowe). Osoba dotknięta tą jednostką chorobową odczuwa inny zapach od tego, który jest rzeczywiście obecny, np. pacjent wącha banana, który według niego pachnie jak przypalone mięso. Głównym objawem tego zaburzenia jest niewytłumaczalne odczuwanie niemiłych zapachów, takich jak woń spalonej ryby, wymiocin lub śmieci. Zaburzenie może być spowodowane mocnym wychłodzeniem organizmu lub przypadkowym uszkodzeniem narządu węchu.
- kakosmia – nieprzyjemne złudzenia węchowe
- pseudoosmia – błędne odczuwanie zapachu (złudzenia węchowe)
- fantosmia – halucynacje węchowe
- agnosmia – utrata zdolności rozpoznawania znajomych zapachów[4]